# Vörhenyes kolibri
A vörhenyes kolibri (Selasphorus rufus) a madarak osztályának sarlósfecske-alakúak (Apodiformes)  rendjébe és a kolibrifélék (Trochilidae) családjába tartozó faj.

## Rendszerezése
A fajt Johann Friedrich Gmelin német természettudós írta le 1788-ban, a Trochilus nembe Trochilus rufus néven.

## Előfordulása
Kanada és az Amerikai Egyesült Államok nyugati részén költ, telelni délebbre húzódik, eljut Mexikóig. Természetes élőhelyei a mérsékelt övi erdők, szubtrópusi és trópusi lombhullató erdők és hegyi esőerdők, valamint cserjések és füves puszták. Vonuló faj.

## Megjelenése
Testhossza 8,5 centiméter.
|  |  |

## Életmódja
Nektárral, virágporral és rovarokkal táplálkozik.

## Szaporodása
Fára, vagy bokorra készíti csésze alakú fészkét.
|  |

## Természetvédelmi helyzete
Az elterjedési területe rendkívül nagy, egyedszáma pedig csökken. Az éghajlatváltozás és a fakitermelés veszélyezteti. A Természetvédelmi Világszövetség Vörös listáján mérsékelten fenyegetett fajként szerepel.